# دو قلعة نادر (بهمئي غرمسيري الجنوبي)
دو قلعة نادر (بالفارسية: دوقلعه نادر) هي قرية تقع في إيران في قسم بهمئي غرمسیري الجنوبي الريفي.